# Ichnusella
Ichnusella är ett släkte av kräftdjur. Ichnusella ingår i familjen Cylindropsyllidae.
Kladogram enligt Catalogue of Life:
| Ichnusella | \| \| Ichnusella eione \| \| \| \| \| \| Ichnusella pasquinii \| \| \| \| |
|            | \| \| Ichnusella eione \| \| \| \| \| \| Ichnusella pasquinii \| \| \| \| |
|            | Arenocaris                                                                |
|            |                                                                           |
|            | Boreopontia                                                               |
|            |                                                                           |
|            | Cylindropsyllus                                                           |
|            |                                                                           |
|            | Psammastacus                                                              |
|            |                                                                           |
|            | Psammopsyllus                                                             |
|            |                                                                           |
|            | Sewellina                                                                 |
|            |                                                                           |
|            | Ichnusella eione                                                          |
|            |                                                                           |
|            | Ichnusella pasquinii                                                      |
|            |                                                                           |

|  | Ichnusella eione     |
|  |                      |
|  | Ichnusella pasquinii |
|  |                      |